# Sharen Davis
Sharen Davis (* 22. Februar 1957) ist eine US-amerikanische Kostümbildnerin.

## Karriere
Davis’ Karriere im Filmgeschäft begann 1987 bei dem Film Der Berserker, mit Billy Dee Williams und Robert Carradine, für den sie als Assistentin im Bereich der Kostüme arbeitete. Es folgten weitere Anstellungen bei Fernsehserie und Fernsehfilm, bevor sie in den 1990er Jahren dann selbst für die Kostüme verantwortlich war. In dieser Tätigkeiten wirkte sie unter anderem bei den Filmen Teufel in Blau, Money Talks – Geld stinkt nicht, Dr. Dolittle, Rush Hour, Familie Klumps und der verrückte Professor, Die doppelte Nummer, Antwone Fisher und Out of Time – Sein Gegner ist die Zeit mit. Für ihre künstlerische Leistung des Filmes Ray, sie stattete unter anderem Jamie Foxx und Regina King aus, erhielt Davis bei der Oscarverleihung 2005 eine Nominierung in der Kategorie „Bestes Kostümdesign“. Die Auszeichnung ging aber an die Konkurrentin Sandy Powell. Danach war sie für die Kostüme der Filme Beauty Shop, Das Streben nach Glück und Dreamgirls verantwortlich. Für letztgenannten erhielt sie bei der Oscarverleihung 2007 ihre zweite Oscarnominierung.
Sie stattete mehrfach Stars mit ihren Kostümen aus, wie Will Smith (u. a. Das Streben nach Glück und Sieben Leben), Jamie Foxx (u. a. Ray, Dreamgirls, Django Unchained), Denzel Washington (u. a. Antwone Fisher, Out of Time – Sein Gegner ist die Zeit, The Great Debaters, The Book of Eli, Die glorreichen Sieben), Octavia Spencer (u. a. The Help, Get on Up) oder auch Eddie Murphy (in Dr. Dolittle oder Familie Klumps und der verrückte Professor).

## Filmografie (Auswahl)
- 1987: Der Berserker (Number One with a Bullet)
- 1992: Equinox
- 1993: Younger and Younger
- 1994: Midnight Run – Abgerechnet wird um Mitternacht (Another Midnight Run, Fernsehfilm)
- 1994: Skandal in der Notaufnahme (State of Emergency, Fernsehfilm)
- 1994: Midnight Run – Ein Kopfgeldjäger mit Herz (Midnight Runaround, Fernsehfilm)
- 1995: Zooman – Gewalt der Straße (Zooman, Fernsehfilm)
- 1995: Teufel in Blau (Devil in a Blue Dress)
- 1996: Das Ende der Nacht (Nightjohn, Fernsehfilm)
- 1997: Höllenjagd nach San Francisco (Vanishing Point, Fernsehfilm)
- 1997: Money Talks – Geld stinkt nicht (Money Talks)
- 1998: Dr. Dolittle
- 1998: Rush Hour
- 1999: Flüchtiger Ruhm (Passing Glory, Fernsehfilm)
- 2000: Freiheitsmarsch (Freedom Song, Fernsehfilm)
- 2000: Familie Klumps und der verrückte Professor (Nutty Professor II: The Klumps)
- 2001: Die doppelte Nummer (Double Take)
- 2002: High Crimes – Im Netz der Lügen (High Crimes)
- 2002: Antwone Fisher
- 2003: Out of Time – Sein Gegner ist die Zeit (Out of Time)
- 2004: Ray
- 2005: Beauty Shop
- 2006: Akeelah ist die Größte (Akeelah and the Bee)
- 2006: Dreamgirls
- 2006: Das Streben nach Glück (The Pursuit of Happyness)
- 2007: The Great Debaters
- 2008: Sieben Leben (Seven Pounds)
- 2009: Middle Men
- 2010: The Book of Eli
- 2011: Falling Skies (Fernsehserie, eine Episode)
- 2011: The Help
- 2012: Looper
- 2012: Django Unchained
- 2014: Godzilla
- 2014: Get on Up
- 2016: Die 5. Welle (The 5th Wave)
- 2016: Die glorreichen Sieben (The Magnificent Seven)
- 2016: Fences
- 2018: Westworld (Fernsehserie, 18 Episoden)
- 2018: Alpha
- 2020: Project Power
- 2021: King Richard
- 2021: A Journal for Jordan
- 2023: Candy Cane Lane – Eine Weihnachtsgeschichte (Candy Cane Lane)